# فدراسیون کیوکوشین کاراته ارمنستان
فدراسیون کیوکوشین کاراته جمهوری ارمنستان (ارمنی: Հայաստանի Կիոկուշին կարատեի ֆեդերացիա) که با نام فدراسیون کیوکوشین کاراته ارمنستان نیز شناخته می‌شود، نهاد تنظیم‌کننده ورزش کیوکوشین کاراته در ارمنستان می‌باشد که توسط کمیته المپیک ارمنستان اداره می‌شود و مقر آن در شهر ایروان واقع شده است.

## تاریخچه
این فدراسیون در سال ۲۰۰۵ میلادی تأسیس شد و ریاست فعلی آن را آندرانیک هاکوبیان برعهده دارد. این فدراسیون عضو کامل سازمان بین‌المللی کیوکوشین کاراته و اتحادیه جهانی کیوکوشین می‌باشد.
کیوکوشین کاراته‌کاران ارمنستان در مسابقات قهرمانی کیوکوشین اروپایی و بین‌المللی شرکت می‌کنند. فدراسیون کیوکوشین کاراته ارمنستان همچنین میزبان مسابقات ملی است و چندین باشگاه کیوکوشین را در سراسر ارمنستان راه‌اندازی کرده است.
این فدراسیون دو بار مسابقات اروپایی اتحادیه جهانی کیوکوشین را در ایروان برگزار کرده است، نخستین بار در سال ۲۰۱۲ و دومین بار در سال ۲۰۱۸ که بیش از ۷۰۰ ورزشکار از ۲۷ کشور در آن شرکت کردند.